# César Belli
César Augusto Belli Michelon (Bebedouro, 16 novembre 1975) è un ex calciatore brasiliano, di ruolo difensore.

## Palmarès

### Club

#### Competizioni statali
- Campionato paulista: 1

Corinthians: 2003
- Campionato Cearense: 1

Fortaleza: 2007

### Nazionale
- Coppa America: 1

1999